# Гелимер
Гелимер (Gelimer, Geilamir; 480 – 553) е шестият крал на вандалите във Вандалското кралство в Северна Африка от 530 до 534 г. по времето на Вандалската война с Източната Римска империя с император Юстиниан I. Неговата пълна титла е: Geilamir rex Vandalorum et Alanorum.

## Произход и управление
Той е син на Гиларис, внук на Гензон и правнук на Гейзерик.
Гелимер се възкачва на трона през август 530 г. чрез свалянето на братовчед му крал Хилдерик. Гелимер е арианин. Юстиниан I не признава Гелимер и през 533 г. започва война против него.
След пристигането на Флавий Велизарий в Африка, Гелимер поръчва на брат си Амат убийството на Хунерик и племенника му Оамер в Картаген, за да не бъдат сложени от византийците отново на трона.
На 13 септември 533 г. Гелимер с брат му Амат губи Битка при Ад Децимум близо до Картаген с източноримляните с генерал Велизарий. На 15 декември 533 г. заедно с неговия брат принц Цацон той губи битката при Трикамарум с римляните, командвани от генерал Велизарий. Това води до унищожаването на Вандалското кралство и до присъединяването на Северна Африка отново в Империум Романум.
Гелимер се оттегля в крепостта в Атласките планини и е обсаден от римляните. През началото на 534 г. Гелимер се предава и е воден в триумфално шествие през Константинопол, където трябвало да се хвърли в прахта пред импертора. Той получава чифлик в Мала Азия, където доста богат и с императорски титли умира след няколко години. Особената почетна и дворцова титла patricius обаче не му е дадена, понеже той не се съгласил да се откаже от арианската вяра.